# Фаррер, Ричард
Ри́чард Бе́рнард Фа́ррер (англ. Richard Bernard Farrer; 9 апреля 1971, Йоханнесбург, ЮАР) — южноафриканский футболист, защитник.

## Биография
Фаррер родился в Йоханнесбурге, ЮАР. Когда ему было около семи лет, его семья переехала в США, обосновавшись в Лас-Крусесе, штат Нью-Мексико. Окончив старшую школу Лас-Крусеса, он поступил в Колледж Колорадо, где играл за футбольную команду вуза «Колорадо Колледж Тайгерс». Затем перешёл в Университет Нью-Мексико и играл за «Нью-Мексико Лобос».
Ещё обучаясь в колледже, выступал за клуб USISL «Альбукерке Ганнерс», позднее переименованный в «Нью-Мексико Роудраннерс», а затем — в «Нью-Мексико Чилис». Играл за клуб «Амазулу» в Премьер-лиге ЮАР. Проходил просмотр в клубе Третьего дивизиона Англии «Линкольн Сити», но из-за травмы лодыжки не смог подписать контракт. Восстановившись от травмы, вернулся в «Нью-Мексико Чилис».
6 февраля 1996 года на инаугуральном драфте MLS Фаррер был выбран в 12-м раунде под общим 113-м номером клубом «Даллас Бёрн». В «Бёрн» он, ранее игравший на позиции нападающего, переквалифицировался в защитника. Свой первый гол в MLS забил 23 июня 1996 года в ворота «Нью-Инглэнд Революшн». Первые 25 матчей сезона 1997 года пропустил в связи операцией на паху. В том же году сыграл три матча за клуб «Нью-Орлинс Ривербоут Гамблерс». В межсезонье в MLS 1998—1999 годов вернулся в ЮАР, чтобы играть за «Сантос» в Премьер-лиге. В сезоне 1999 года Фаррер стал капитаном «Бёрн». 17 июня 2002 года Фаррер объявил о завершении карьеры футболиста ради поступления в юридическую школу Техасского университета в Остине.
В 2017 году Ричард Б. Фаррер занял пост мирового судьи в Сан-Антонио.

## Достижения
Командные
 «Даллас Бёрн»
- Обладатель Открытого кубка США: 1997